# Campeonato Cabo-verdiano de Futebol
Der Campeonato Cabo-verdiano de Futebol ist die nationale Fußballmeisterschaft der westafrikanischen Inselrepublik Kap Verde.

## Geschichte
Die Kapverden waren seit ihrer Entdeckung und Besiedlung durch Portugal im Jahr 1456 portugiesische Kolonie. So kam der Fußball mit den Portugiesen auf die Inseln.
Auf den Kapverden werden seit 1939 Meister ermittelt, und seit 1953 Meisterschaften ausgespielt. 1975 wurde das Land von Portugal unabhängig.
Der heutige Meisterschaftsmodus wurde im Wesentlichen 1974 begründet und 1976 zum ersten Mal durchgeführt.
1981 gründete sich der Fußballverband der Kapverden, die Federação Caboverdiana de Futebol, die seither den Campeonato organisiert.

## Der spezielle Modus
Das Spielsystem basiert auf einem regionalen Qualifikationsmodus, der sich von den meisten kontinentalen Ligensystemen unterscheidet.
Kap Verde besteht aus neun bewohnten Inseln, auf denen jeweils regionale Fußballmeisterschaften ausgetragen werden. Die Insel Santa Luzia ist unbewohnt und nimmt daher nicht am Spielbetrieb teil. Die zwei größten Inseln Santiago und Santo Antão werden dagegen in jeweils Nord und Süd geteilt.
Die Meister der regionalen Ligen qualifizieren sich für das nationale Turnier. Zusätzlich kann der Titelverteidiger des Campeonato Nacional teilnehmen, sofern er nicht bereits über die regionale Meisterschaft qualifiziert ist. Damit besteht das Teilnehmerfeld in der Regel aus zehn oder elf Mannschaften.
Das nationale Turnier beginnt mit einer Gruppenphase, in der die qualifizierten Teams auf zwei Gruppen verteilt werden. Innerhalb der Gruppen wird ein Rundenturnier (Hin- und Rückrunde oder einfache Runde, je nach Saison) ausgetragen. Die drei Gruppensieger sowie der beste Zweitplatzierte qualifizieren sich für das Halbfinale. Sowohl Halbfinale als auch Finale werden im K.-o.-System ausgetragen. Das Halbfinale umfasst traditionell Hin- und Rückspiel, das Finale ist ein einziges Spiel.
Da sich das Teilnehmerfeld jedes Jahr aus den regionalen Meistern neu zusammensetzt, gibt es keine permanente Liga mit Auf- und Abstieg. Der nationale Meister wird somit in einem jährlich neu formierten Turnier ermittelt, das die besten Teams des Landes zusammenführt.

## Die regionalen Teilnehmer (Qualifikation für Endrunde) 2023/24
| Verein | Ort | Stadion | Kapazität |
| ------ | --- | ------- | --------- |
|        |     |         |           |
|        |     |         |           |

| Verein | Ort | Stadion | Kapazität |
| ------ | --- | ------- | --------- |
|        |     |         |           |
|        |     |         |           |

| Verein | Ort | Stadion | Kapazität |
| ------ | --- | ------- | --------- |
|        |     |         |           |
|        |     |         |           |

| Verein | Ort | Stadion | Kapazität |
| ------ | --- | ------- | --------- |
|        |     |         |           |
|        |     |         |           |

| Verein | Ort | Stadion | Kapazität |
| ------ | --- | ------- | --------- |
|        |     |         |           |
|        |     |         |           |

| Verein | Ort | Stadion | Kapazität |
| ------ | --- | ------- | --------- |
|        |     |         |           |
|        |     |         |           |

| Verein | Ort | Stadion | Kapazität |
| ------ | --- | ------- | --------- |
|        |     |         |           |
|        |     |         |           |

| Verein | Ort | Stadion | Kapazität |
| ------ | --- | ------- | --------- |
|        |     |         |           |
|        |     |         |           |

| Verein | Ort | Stadion | Kapazität |
| ------ | --- | ------- | --------- |
|        |     |         |           |
|        |     |         |           |

| Verein | Ort | Stadion | Kapazität |
| ------ | --- | ------- | --------- |
|        |     |         |           |
|        |     |         |           |

| Verein | Ort | Stadion | Kapazität |
| ------ | --- | ------- | --------- |
|        |     |         |           |
|        |     |         |           |

## Teilnehmer der Endrunde 2022

### Gruppe A
- Rosariense Clube
- Sporting Praia
- GD Varandinha
- FC Ultramarina

### Gruppe B
- GD Palmeira
- FC Boa Vista
- SC Morabeza
- Académica do Porto Novo

### Gruppe C
- Académico do Mindelo
- Botafogo FC
- CS Mindelense
- Barreirense FC

## Erfolgreichste Klubs
- CS Mindelense: 13 Titel (1976, 1977, 1981, 1988, 1990, 1992, 1998, 2011, 2013, 2014, 2015, 2016, 2019)
- Sporting Clube da Praia: 10 Titel (1985, 1991, 1997, 2002, 2006, 2007, 2008, 2009, 2012, 2017)
- FC Boa Vista: 4 Titel (1987, 1995, 2010, 2024)
- FC Derby: 3 Titel (1984, 2000, 2005)

## Meister vor der Unabhängigkeit
- 1953: Académica Mindelo
- 1954; 1955: nicht ausgetragen
- 1956: CS Mindelense
- 1957; 1958; 1959: nicht ausgetragen
- 1960: CS Mindelense
- 1961: Sporting Clube da Praia
- 1962: CS Mindelense
- 1963: FC Boavista
- 1964: nicht ausgetragen
- 1965: Académica da Praia
- 1966: CS Mindelense
- 1967: Académica Mindelo
- 1968: CS Mindelense
- 1969: Sporting Clube da Praia
- 1970: nicht ausgetragen
- 1971: CS Mindelense
- 1972: CD Travadores
- 1973: GS Castilho
- 1974: Sporting Clube da Praia
- 1975: nicht ausgetragen

## Meister seit der Unabhängigkeit
- 1975: nicht ausgetragen
- 1976: CS Mindelense 0-0 3-0 Botafogo São Filipe
- 1977: CS Mindelense 2-0 0-2 (4-3 n. E.) Sporting Clube da Praia
- 1978; 1979:  nicht ausgetragen
- 1980: Botafogo São Filipe 2-1 CS Mindelense (Mindelo)
- 1981: CS Mindelense 2-0 Botafogo São Filipe
- 1982:  nicht ausgetragen
- 1983: Académico Sal Rei 2-0 CS Mindelense
- 1984: Derby FC 3 – 2 Académica (Espargos)
- 1985: Sporting Clube da Praia 2-0 SC Morabeza (Brava)
- 1986: nicht ausgetragen
- 1987: Boavista (Praia) 3-1 0-0 SC Atlético (São Nicolau)
- 1988: CS Mindelense 2–0 0–1 Sporting Clube da Praia
- 1989: Académica (Mindelo) SC Santa Maria (Sal)
- 1990: CS Mindelense 2-1 1-0 Desportivo da Praia
- 1991: Sporting Clube da Praia 0-0 1-0 Desportivo Ribeira Brava (São Nicolau)
- 1992: CS Mindelense  0-0 1-1 CD Travadores
- 1993: Académica (Espargos) 2–2 2–1 Boavista (Praia)
- 1994: CD Travadores 2–0 2–1 SC Atlético (São Nicolau)
- 1995: Boavista (Praia)
- 1996: CD Travadores
- 1997: Sporting Clube da Praia 0–0 1–1 CS Mindelense (Mindelo)
- 1998: CS Mindelense
- 1999: GD Amarantes (Mindelo) 2-0 1-1 Vulcânicos (São Filipe)
- 2000: Derby FC 1-1 1-0 Académica Operária (Sal-Rei)
- 2001: Onze Unidos (Vila de Maio)
- 2002: Sporting Clube da Praia
- 2003: Académico do Aeroporto 3-1 3-2 FC Ultramarina (Tarrafal)
- 2004: Sal-Rei FC 2-0 1-2 Académica (Praia)
- 2005: Derby FC 1-1 4-3 Sporting Clube da Praia
- 2006: Sporting Clube da Praia 1-0 2-2 Académico do Aeroporto
- 2007: Sporting Clube da Praia 0-0 1-1 Académica (Mindelo)
- 2008: Sporting Clube da Praia 0-1 3-0 FC Derby
- 2009: Sporting Clube da Praia 2-0 1-1 Académica (Praia)
- 2010: Boavista (Praia) 2–0 1–0 Sporting Clube da Praia
- 2011: CS Mindelense 0–0 1–0 Sporting Clube da Praia
- 2012: Sporting Clube da Praia 1–1 0–0 SC Atlético (Ribeira Brava)
- 2013: CS Mindelense 3–0 2–2 Académica Porto Novo
- 2014: CS Mindelense 2–1 0–0 Académica Fogo
- 2015: CS Mindelense 1-1 1-1 (4:3 n. E.) FC Derby
- 2016: CS Mindelense 0–1 1–0 (5:4 n. E.) Académica Porto Novo
- 2017: Sporting Clube da Praia 2–1 3–2 FC Ultramarina Tarrafal
- 2018: Académica da Praia 2–0 n. V. CS Mindelense
- 2019: CS Mindelense 3-1 Grupo Desportivo Oásis Atlântico
- 2020: abgebrochen
- 2021: abgebrochen
- 2022: Académica do Mindelo 1-0 GD Palmeira
- 2023: GD Palmeira 1-1 n. V. (7:6 n. E.) Académica do Mindelo
- 2024: Boavista (Praia) 2-1 FC Derby